# Miramax Films
Miramax Films Corp. va ser una empresa dedicada a la producció i distribució de pel·lícules amb seu a Nova York, Estats Units. Va ser fundada pels germans Harvey i Bob Weinstein el 1979 i batejada amb aquest nom arran la combinació del nom dels seus pares, Max i Miriam.

## Història
Al seu inici l'empresa es va dedicar a la distribució de pel·lícules independents i estrangeres, fins que el 1989 va començar a produir-ne, assolint molt èxit gràcies a Reservoir Dogs i Pulp Fiction de Quentin Tarantino.
La primera estrena de Miramax va ser la pel·lícula sobre el recital dels Monty Python, The Secret Policeman's Other Ball (1982), a la qual van seguir Erendira (1983), la pel·lícula de Bille August Twist and Shout (1984), I Heard the Mermaids Singing (He sentit cantar a les sirenes) (1987), Working Girls (Noies de Nova York) (1987) i Aria (1987).
El seu primer gran èxit va ser el documental d'Errol Morris sobre un crim real, The Thin Blue Line (1988), que de fet va assolir que es reobrís el cas. L'empresa va adquirir un nombre de pel·lícules les quals van ser extraordinàriament reeixides comercialment i es va transformar en una de les empreses capdavanteres de la revolució del cinema independent de la dècada dels anys 90.
El 1993 va ser adquirida per 70 milions de dòlars per The Walt Disney Company. El 28 de gener del 2010, Disney va anunciar el tancament definitiu d'aquesta filial.